# 三溴化磷
三溴化磷为淡黃色發煙無色液體，有刺激性臭味，具腐蝕性。可溶於丙酮、二硫化碳、氯仿、四氯化碳。目前用於化學分析和有机合成，或作為催化劑。
三溴化磷對眼睛、皮膚、粘膜和呼吸道有強烈的刺激性。人體經呼吸吸入、誤食或皮膚接觸後，會產生燒灼感、咳嗽、喘息、喉炎、氣短、頭痛、恶心和嘔吐。

## 制备
三溴化磷可通过单质磷与溴化合制备，以PBr3自身作溶剂（白磷可溶于其中）：
P4 + 6 Br2 → 4 PBr3
磷要过量，否则会生成五溴化磷。

## 反应及有机合成应用
三溴化磷与水反应，生成溴化氢和亚磷酸，反应激烈时会发生爆炸：
PBr3 + 3 H2O → H3PO3 + 3 HBr
三溴化磷和三氯化磷、三氟化磷类似，都可作为路易斯酸或路易斯碱。一方面，它可与三溴化硼生成1:1加合物Br3B-PBr3；另一方面，它也可作为亲电试剂与胺反应。
PBr3最常用作转化醇为溴代烃，分子中的三个溴原子都可溴化：
PBr3 + 3 ROH → 3 RBr + HP(O)(OH)2
机理涉及SN2亲核取代反应，如下图所示：
由于机理的缘故，该反应只对一级和二级醇起作用，而且反应后α碳发生构型翻转。
类似地，三溴化磷也可与羧酸反应生成酰溴：
PBr3 + 3 RCOOH → 3 RCOBr + HP(O)(OH)2
三溴化磷也可用作羧酸α氢溴化反应中的催化剂，制取Hell-Volhard-Zelinsky反应反应物酰溴的前体 以及合成药物等。
三溴化磷是强还原剂，与氧气的反应比三氯化磷更加激烈，最终爆炸性生成P2O5和Br2。